# Holger Fach
Holger Fach (Wuppertal, 6 de setembro de 1962) é um ex-futebolista profissional alemão, medalhista olímpico 

## Carreira
Holger Fach ganhou a medalha de bronze nos Jogos Olímpicos de Verão de 1988.